# International Accounting Standards Board
International Accounting Standards Board (IASB), på svenska Internationella redovisningsrådet, är en internationell organisation som arbetar för att kvalitetsförbättra internationell finansiell redovisning och arbeta för en internationell överensstämmelse av redovisningsstandarder.

## Organisation
Organisationen har sitt säte i London och sysselsätter sedan några år ett antal personer på heltid. 
Tidigare hette organisationen IASC (International Accounting Standards Council). EU stödjer organisationens arbete och strävar efter att implementera dess rekommendationer i EU:s lagstiftning.

## Verksamhet
IASB ansvarar för redovisningsstandarden International Financial Reporting Standards (IFRS), som har blivit den internationella normgivande redovisningsstandarden under 2000-talet. I Sverige är IFRS obligatorisk för börsnoterade bolag. 
IFRS har en avgörande roll för globaliseringen av finansmarknaderna och det internationella flödet av kapital. Implementeringen av IFRS innebär att europeisk redovisning har rört sig i riktning mot den anglosaxiska redovisningstraditionen. 
IASB och dess amerikanska motsvarighet Financial Accounting Standards Board (FASB), som reglerar de amerikanska redovisningsnormerna Generally Accepted Accounting Principles (US GAAP), har för avsikt att eliminera skillnaderna mellan de två redovisningstraditionerna IFRS och US GAAP. Det innebär att även amerikansk redovisning anpassas till internationell praxis.